# Джеррі Сміт
Джеррі Сміт (англ. Jerry Smith) — персонаж мультсеріалу Рік та Морті. 34-35 років. Батько одного із головних героїв — Морті Сміта. Безробітний, одружений з Бет Сміт. Недолугий, дурненький. Є частою причиною жартів Ріка Санчеза. Саме через ці жарти Джеррі його недолюблює.

## Історія та характер персонажа
Джеррі - наївний, дурненький, нещасний, з комплексом неповноцінності. Невдачі, рутина, та лінь - риси, притаманні Джеррі. Але він має чудову дружину та двох дітей...
В підлітковому віці познайомився з майбутньою дружиною, Бетті. Почали жити разом після сексу на випускному, на якому Бет завагітніла. Після цього всій їхні мрії та пріорітети згоріли в сімейних проблемах. Саме ці фактори стають причиною їхніх постійних сварок та розлучень. В 1 сезоні 8 серії "Рікдцять хвилин" Бет, Джеррі та їхня донька Саммер дивляться на альтернативну історію свого життя. Бет і Джеррі побачили свою успішність та щастя - жінка стала "справжньою" хірургинею, а чоловік - кінозіркою. Цим успіхам треба було завдячувати аборту небажаної вагітності. Але в кінці виявляється, що навіть їхні альтернативні реальності завжди хотіли бути разом. 